# Plants of the World Online
Plants of the World Online (POWO) е онлайн база данни, публикувана от Кралските ботанически градини, Кю, Великобритания. Стартира през март 2017 г., с крайната цел да предостави на потребителите достъп до информация за всички семенни растения, известни в света до 2020 г. Първоначалният фокус е върху тропическата африканска флора, по-специално флората на Замбези, на западна тропическа Африка и на тропическа източна Африка.
Базата данни използва същия таксономичен източник като Световния списък за избрани семейства растения на Кю, който е Международният индекс на имената на растенията, и Световния списък за проверка на васкуларните растения. Към 2024 г. POWO съдържа 1 423 000 глобални имена на растения, 200 300 подробни описания и 374 900 изображения.